# Ларгс
Ларгс (англ. Largs, шотл. гел. An Leargaidh Ghallda) — місто на заході Шотландії, в області Північний Ейршир.
Населення міста становить 11 400 осіб (2006).
1. ↑  https://maps.nls.uk/geo/explore/#zoom=15&lat=55.79741&lon=-4.86906&layers=6&b=1&marker=55.794404,-4.874424
2. ↑  https://maps.nls.uk/geo/explore/#zoom=15&lat=55.80563&lon=-4.86743&layers=6&b=1&marker=55.804198,-4.872450
3. ↑  https://maps.nls.uk/geo/explore/#zoom=15&lat=55.79367&lon=-4.86743&layers=6&b=1&marker=55.792330,-4.866055